# Konzen

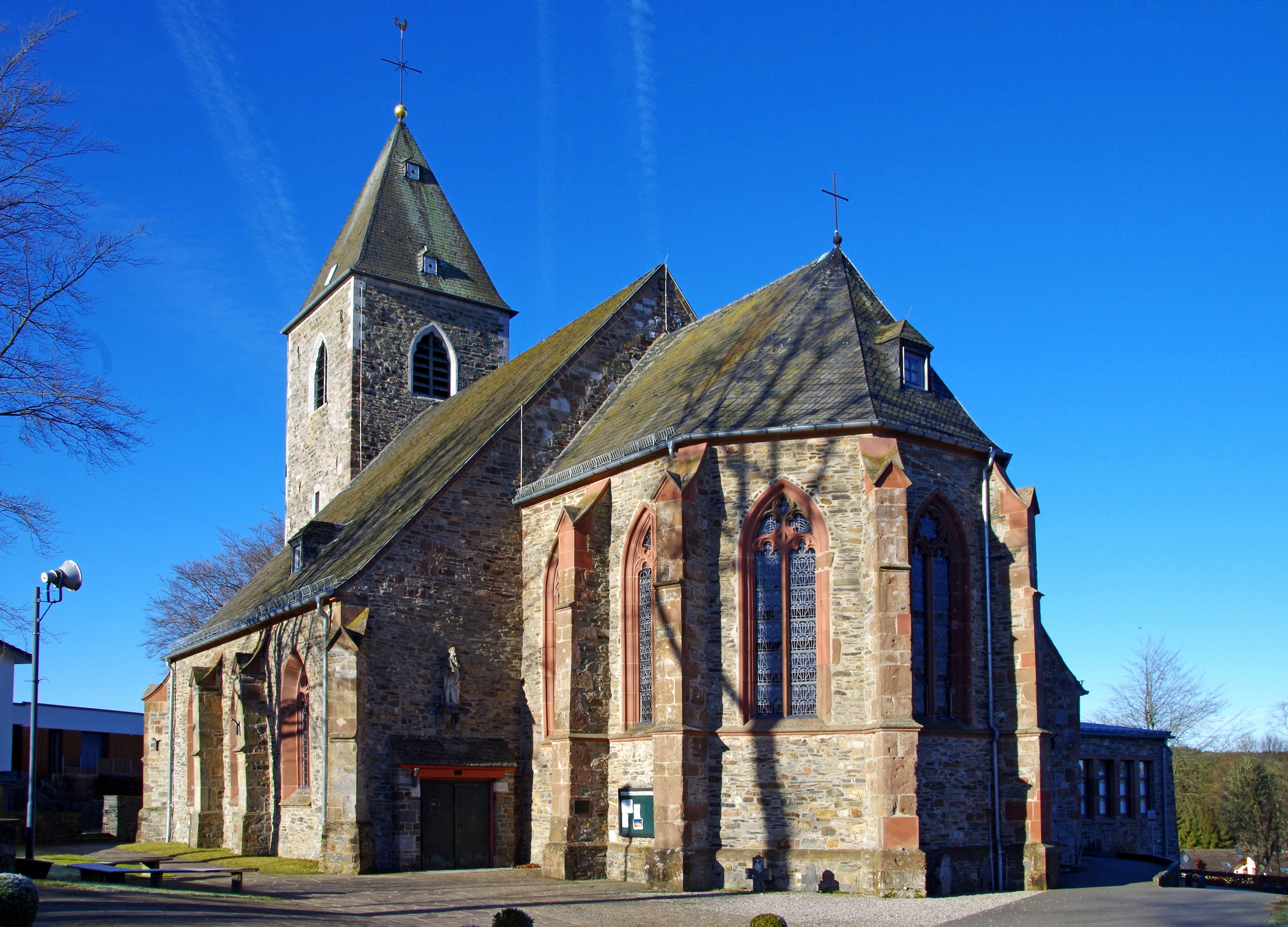
Kirche St. Peter

Konzen ist ein nordwestlicher Stadtteil von Monschau in der Städteregion Aachen und liegt unmittelbar an der belgischen Grenze und am Hohen Venn.

## Geschichte
Das Venndorf Konzen ist der älteste Teil Monschaus. Von hier aus wurden Burg und Stadt Monschau gegründet.
Erstmals erwähnt ist Konzen in einer Urkunde aus dem Jahre 888, mit welcher der fränkische König Arnolf, Ururenkel Karls des Großen, eine Schenkung durch Kaiser Lothar II. bestätigte. Diese bezog sich auf Abgaben von Erträgen aus der Land- und Forstwirtschaft des Aachener Umlandes, die zukünftig an das Aachener Marienstift zu entrichten waren. Konzen wird darin als einer von 43 karolingischen Königshöfen im Rheinland, in Wallonien und in Lothringen genannt, die über den üblichen Zehnt hinaus zu weiteren Abgaben verpflichtet wurden.
Der exakte Zeitpunkt der Gründung des „Konzener Königshofs“ ist nicht genau bekannt. Als gesichert gilt aber, dass das Monschauer Land schon in römischer Zeit, zumindest ab dem 3./4. Jahrhundert n. Chr., besiedelt gewesen war. Die ursprüngliche Bevölkerung gab nach dem Einfall der Franken im 5. Jahrhundert ihre Siedlungen auf, denn an den Stellen der ehemaligen Siedlungsgebiete befanden sich seitdem mit wenigen Ausnahmen ausschließlich Waldgebiete. Verkehrswege aus römischer Zeit sind nachweisbar; eine Verbindung zwischen zwei Hauptstraßen des weströmischen Reichs führte offensichtlich von Kesternich kommend über Konzen und Mützenich durchs Hohe Venn, was anhand römischer Funde entlang dieser Strecke sowie den nichtfränkischen Ortsnamen der Gegend nachweisbar ist: Konzen z. B. leitet sich vom lateinischen Wort compendium ab, dessen Lesart „Abkürzungsweg“ auf eine Siedlung inmitten eben jener zwei Hauptstraßen hinweist. Die aufgrund römischer Besiedlung entstandenen Namen sowie die Tatsache, dass anstelle der ursprünglichen Siedlungen dichte Wälder getreten waren, zeigt, dass die Franken dieses Gebiet lange Zeit gemieden haben müssen. Da sich aber herrenloses Land im fränkischen Reich stets im Besitz des Königs befand, wurde das Gebiet des heutigen Monschaus schließlich in eine Forstorganisation miteinbezogen. Zu deren Verwaltungssitz ernannte man später den inzwischen gegründeten Konzener Königshof; eine Funktion, die dieser über mehrere Jahrhunderte erfüllte. In seiner Gemarkung findet sich bis heute ein Gut aus fränkischer Zeit.
Mit der Pankratiuskapelle besitzt Konzen das älteste Bauwerk in der Region, die Grundmauern sowie der Taufstein werden ebenfalls in die karolingisch-fränkische Zeit datiert. In der neueren Zeit diente die Kapelle bis zur Errichtung einer neuen Leichenhalle als Ort der Aufbahrung und der Trauerfeierlichkeiten. Diese Funktion hat inzwischen die gegenüberliegende Aufbahrungshalle übernommen, die sich seit 2019 in Trägerschaft des Vereins „Wir für Konzen“ befindet.
Nach umfangreichen Zerstörungen in der Spätphase des Zweiten Weltkrieges haben sich zunächst die bäuerlich-dörflichen Strukturen eines Eifeldorfes wieder gebildet. Durch die zunehmende Motorisierung erfuhr Konzen in den vergangenen 30 Jahren einen erheblichen Bevölkerungsaufschwung durch Zuzüge und Arbeitspendler nach Aachen.
Bis Ende 1971 gehörte Konzen als eigenständige Gemeinde zum damaligen Amt Imgenbroich im damaligen Kreis Monschau, Teil des damaligen Regierungsbezirk Aachen. Durch das Aachen-Gesetz wurden sowohl der Kreis als auch der Regierungsbezirk am 1. Januar 1972 aufgelöst und Konzen und Imgenbroich in die Stadt Monschau eingegliedert. 25 Einwohner wechselten nach Simmerath.
Im April 2016 hatte Konzen 2247 Einwohner.

### Wappen
| Wappen der früheren Gemeinde Konzen | Blasonierung: „In Rot der golden (gelb) gekleidete und gekrönte Kaiser Karl der Große, in der Rechten ein goldenes (gelbes) Lilienzepter; in der Linken eine blaue Kirche mit schwarzen Fenstern; links oben ein aufrechter goldener (gelber) Schlüssel.“                                                                         |
| Wappen der früheren Gemeinde Konzen | Wappenbegründung: Das von Joseph Decku entworfene Wappen wurde 1956 vom nordrhein-westfälischen Innenminister verliehen. Es zeigt Karl den Großen, der neben einem Lilienzepter ein Modell der Aachener Stiftskirche in den Händen hält. Der Schlüssel ist der Schlüssel Petri und bezieht sich auf den Pfarrpatron der Gemeinde. |

## Verkehr
Durch Konzen führt die Bundesstraße 258, die Aachen über Monschau mit der Stadt Trier verbindet.
Die AVV-Buslinie 66, 82 und SB66 der ASEAG verbinden Konzen mit Monschau, Aachen, Roetgen und Simmerath. Zusätzlich verkehrt wochentags zu bestimmten Zeiten der NetLiner. In den Nächten vor Samstagen sowie Sonn- und Feiertagen sorgt eine Nachtbuslinie für Verbindungen aus und Richtung Aachen. 
Aufgrund der 2-jährigen Sperrung ab November 2024 der Ortsdurchfahrt in Konzen bedienen die Linie 66, SB66 und N60 nur die Haltestelle Konzen Bf. Zusätzlich werden die Haltestelle Breitestr. und Am Gericht bedient.
| Linie             | Betreiber | Verlauf |
| ----------------- | --------- | --- |
| 66                | ASEAG     | Während der Sperrung der B258 in Konzen wird Konzen nur vom Schülerverkehr und vom NetLiner bedient. Aachen Bushof – Kaiserplatz – Josefskirche – Bf Rothe Erde – Forst – Brand – Kornelimünster – Walheim – Friesenrath – Roetgen –Konzen Bf. – Breitestr. – Am Gericht – Imgenbroich – Monschau |
| 82                | ASEAG     | Simmerath – (Konzen –) Imgenbroich – Monschau Altstadt |
| SB66              | ASEAG     | Während der Sperrung der B258 in Konzen wird Konzen nur vom Schülerverkehr und vom NetLiner bedient. Schnellbus: Aachen Bushof – Kaiserplatz – Scheibenstraße – Bf Rothe Erde – Brand – Kornelimünster – Walheim – Friesenrath – Roetgen – Konzen Bf. – Breitestr. – Am Gericht – Imgenbroich – Monschau |
| N60               | ASEAG     | Während der Sperrung der B258 kann der Nachtexpress in Konzen nur die Haltestellen Konzen Bf. und Breitestr. bedienen. Aus Zeitgründen kann Imgenbroich nicht bedienen. Nachtexpress: nur in den Nächten vor Samstagen sowie Sonn- und Feiertagen Aachen Hauptbahnhof → Elisenbrunnen → Aachen Bushof → Kaiserplatz → Josefskirche → Bf Rothe Erde → Forst → Brand → Kornelimünster → Walheim → Hahn → Rott → Roetgen → Lammersdorf → Rollesbroich → Witzerath → Simmerath → Strauch Am Roßbach → Kesternich → Am Gericht → Konzen Breitestr. → Konzen Bf. → Roetgen → Friesenrath → Walheim |
| NetLiner Monschau | ASEAG     | NetLiner: Fährt 30 min. nach der Buchung. Fährt Mo–Fr von 8–12 Uhr und von 15–21 Uhr. Bedient: Monschau Altstadt, Imgenbroich, Konzen, Mützenich, Kalterherberg, Höfen, Alzen, Rohren, und Widdau |

Die ehemalige Eisenbahnstrecke der Vennbahn ist stillgelegt, dort verläuft der Vennbahn Rad- und Wanderweg (vgl. Tourismus). Der ehemalige Bahnhofsbereich ist belgisches Staatsgebiet und gehört zur Gemeinde Eupen.

## Baudenkmäler
- St. Peter
- Pankratiuskapelle
- Hardthof

## Tourismus
Konzen liegt am Vennbahn Rad- und Wanderweg Aachen-Ulflingen.
Neben den Wetterschutzhecken aus Buchen bilden Wanderungen im Hohen Venn die touristischen und landschaftlichen Höhepunkte des Ortes.

## Schulen
Konzen verfügt über eine vierzügige Grundschule. Schülern mit Hauptschul-, Realschul- und Gymnasialempfehlung steht die 2013 eröffnete Sekundarschule Nordeifel in Simmerath und das 1835 gegründete St. Michael-Gymnasium in Monschau zur Verfügung. Schüler mit Migrationshintergrund und den daraus resultierenden gravierenden Sprachschwierigkeiten besuchen die internationale Klasse am St. Michael-Gymnasium.

## Persönlichkeiten
- Martha Prickartz (1924–2015), Skat-Weltmeisterin
- Dieter Call (* 1961), Bildender Künstler, Musiker und Dozent
- Norbert Huppertz (* 1938), Pädagoge, Buchautor und Professor an der Pädagogischen Hochschule Freiburg